# La Bridoire
La Bridoire este o comună în departamentul Savoie din sud-estul Franței. În 2009 avea o populație de 1.188 de locuitori.

## Evoluția populației
| An        | 1975  | 1982  | 1990  | 1999  | 2006  | 2009  |
| --------- | ----- | ----- | ----- | ----- | ----- | ----- |
| Populație | 1.002 | 1.035 | 1.115 | 1.088 | 1.190 | 1.188 |